# Paul Neumann
Paul R. Neumann (30 gennaio 1938) è un ex cestista statunitense, professionista nella NBA.

## Carriera
Venne selezionato dai Syracuse Nationals al quarto giro del Draft NBA 1959 (27ª scelta assoluta).